# Dmitrij Timofejevič Jazov
Dmitrij Timofejevič Jazov (Дмитрий Тимофеевич Язов; 8. listopadu 1924, Jazovo – 25. února 2020, Moskva) byl ruský voják, důstojník, politik a jediný maršál Sovětského svazu narozený na Sibiři. Byl veteránem druhé světové války a také jediným maršálem, který nedostal titul Hrdina Sovětského svazu.

## Život
Po druhé světové válce, které se aktivně účastnil, studoval na vojenských školách a stal se vojákem z povolání. V 70. letech sloužil také v Československu a v letech 1979–1980 se dokonce stal velitelem okupačních vojsk v této zemi. V osmdesátých letech sovětská vojska prohrávala v afghánské válce a v květnu 1987 se západoněmeckému mladíkovi Mathiasi Rustovi podařilo na jednomotorovém letadélku Cessna 172 proniknout celou západní radarovou clonou Sovětského svazu a přistát na Rudém náměstí. Tohoto fiaska využil Michail Gorbačov k odvolání nejvyššího vedení armády a jmenování vlastního člověka, nepříliš významného generála Dmitrije Jazova do funkce ministra obrany. V roce 1990 byl jmenován maršálem SSSR. V tomto období se připojil k protigorbačovským konzervativcům, jak dokládá jeho vystoupení na neveřejném zasedání zákonodárného sboru, kde společně se šéfem KGB Krjučkovem a ministrem vnitra Pugem prohlásili, že země se v důsledku Gorbačovovy politiky řítí do katastrofy. Na tuto situaci reagoval Michail Gorbačov tajnou schůzkou s Borisem Jelcinem a kazašským prezidentem Nursultanem Nazarbajevem, při níž se dohodli o odvolání sovětského premiéra Pavlova, šéfa KGB Krjučkova a ministra obrany Jazova. V místnosti však bylo namontováno odposlouchávací zařízení a Krjučkov se tak o tomto záměru dozvěděl. 5. srpna 1991 se po Gorbačovově odjezdu na krymskou dovolenou sešli sovětští konzervativci a přistoupili k přípravě převratu. Ten začal 19. srpna o pravoslavném svátku Proměnění Páně a trval tři dny. Řízení země se ujal Státní výbor v čele s viceprezidentem Gennadijem Janajevem. Členy výboru se stali Krjučkov, Pugo, Pavlov a také Dmitrij Jazov. Puč byl nakonec neúspěšný. Dmitrij Jazov nebyl sice trestně stíhán, musel však odejít do penze.
Prezident Vladimir Putin v roce 2004 vyznamenal Dmitrije Jazova řádem, který se uděluje za „výkony v prospěšných sociálních činnostech“. 27. března 2019 odsoudil soud v litevském Vilniusu Dmitrije Jazova v nepřítomnosti k deseti letům vězení za válečné zločiny a zločiny proti lidskosti, v souvislosti s jeho rolí ministra obrany SSSR v lednu 1991, kdy při útoku sovětských vojáků proti vilniuskému televiznímu centru zahynulo 14 lidí.

#### Řády a vyznamenání
- Řád rudé hvězdy – 1945
- Řád rudého praporu – 1963
- Leninův řád – 1971 a 1981
- Řád vlastenecké války I. třídy – 1985
- Řád Říjnové revoluce – 1991
- Medaile za vítězství nad Německem ve Velké vlastenecké válce 1941–1945 – 1945
- Medaile 30. výročí sovětské armády a námořnictva – 1948
- Medaile Za bojové zásluhy - 1953
- Medaile 40. výročí Ozbrojených sil SSSR – 1958
- Jubilejní medaile 20. výročí vítězství ve Velké vlastenecké válce 1941–1945 – 1965
- Medaile 50. výročí Ozbrojených sil SSSR – 1968
- Pamětní medaile 100. výročí narození Vladimira Iljiče Lenina – 1970
- Jubilejní medaile 30. výročí vítězství ve Velké vlastenecké válce 1941–1945 – 1975
- Medaile 60. výročí Ozbrojených sil SSSR – 1978
- Medaile Za upevňování přátelství ve zbrani